# Síremlék – Pilinszky János színművének
A Síremlék – Pilinszky János színművének 1990-ben készült magyar filmdráma, a Music Television gyártásában és forgalmazásában.

## Szereplők
- Eszenyi Enikő – Nő
- Iglódi István – Medve
- Kaszás Attila – Kockás ruhájú férfi
- Alföldi Róbert – Fehér ruhás férfi
- Rátonyi Róbert – Láthatatlan férfi
- Balkay Géza
- Kozák András